# Léon Lécuyer
Léon Lécuyer (n. 8 aprilie 1855, Paris, Île-de-France, Franța – d. 25 octombrie 1915, Paris, Île-de-France, Franța) a fost un trăgător de tir ce a reprezentat Franța, medaliat olimpic. A participat la o ediție a Jocurilor Olimpice (1908) în care a câștigat o medalie de bronz.